# گورم‌درق (هوراند)
گورم‌درق یکی از روستاهای استان آذربایجان شرقی است که در دهستان چهاردانگه بخش مرکزی شهرستان هوراند واقع شده‌است.این روستا ۲۷ نفر جمعیت دارد.